# Српска православна црква у Ечки
Српска православна црква св. Николе према неким подацима подигнута је 1711. године, а о цркви и свештенству постоје писани подаци из 1744. године, када је настао стари иконостас. Зидана је по узору на брвнаре, са двоводним кровом од шиндре, док су зидови од черпића и споља и изнутра облепљени блатом. Црква је једнобродна са петостраном апсидом и певничким просторима који излазе из равни бочних зидова. Хоризонтална дрвена конструкција носи под хора и дрвени скелет барокног звоника, који се диже из крова. На дебеле зидове ослоњен је полуобличасти дрвени свод. Могуће је да је дашчани свод са хором и звоником дело доцније архитектонске интервенције. Забат од опеке над западним зидом такође је накнадно изграђен. Посматрајући западну страну ечанске цркве, добијамо утисак барокне грађевине, скромних размера, док су лик старе грађевине и техника градње тог времена остали јасно видљиви на осталим странама цркве.
Иконостас је рад бечкеречког иконописца Теодора Поповића из 1786. године. Својим изузетним иконографским решењима типично барокних тема, представља значајну етапу у реконструисању промена насталих у српском црквеном сликарству XVIII века, те је незаобилазна тема у иконолошким разматрањима српског сликарства барокног периода. По типу припада високим олтарским преградама друге половине XVIII века, а стилски припада прелазу из традиционалног у ново барокно сликарство.
У цркви се налазе и иконе са старог иконостаса, рад зографа Шербана Поповића из 1744. године, датован натписом на царским дверима. Ове иконе су најстарији датирани рад зографа Шербана Поповића, чијим делом је обележена епоха културног стваралаштва предбарокног периода на територији румунског и српског Баната. Црква и иконостас су стављени под заштиту Закона 1948. године. Део старог иконостаса са демонтираним темплом налази се у Народном музеју у Зрењанину.

## Галерија
- Источна фасада
- Северозапад
- Торањ
- Брод ка хору
- Брод ка иконостасу
- Део првобитног иконостаса
- Ентеријер